# План Сакса-Ліптона
План Сакса-Ліптона – програма Джеффрі Сакса і Девіда Ліптона, представлена економічному комітету Сенату влітку 1989 року.
Це був план перетворення польської економіки на ринкову шляхом її швидкої та радикальної лібералізації. Запорукою стабілізації мала бути ліквідація бюджетного дефіциту та контроль над кредитами. Бюджетний дефіцит передбачалося скоротити за рахунок ліквідації економічно безглуздих інвестицій і зменшення тягаря виплат зовнішнього боргу. Реалізовано тодішнім віце-прем’єром і міністром фінансів в уряді Тадеуша Мазовецького Лешеком Бальцеровичем та групою експертів, що згуртувалися навколо нього, в т.ч. д-ра Станіслава Ґомулки, д-ра Стефана Кавальця та д-ра Войцеха Місієги під популярною назвою План Бальцеровича.

## Детальний сценарій

### Виконання програми: невідкладні заходи
- Запровадження та збереження єдиного курсу злотого, з різкою девальвацією поточного офіційного курсу (під час лекції проф. Сакс говорив про курс 4-5 тисяч. PLN/ USD). Після девальвації слід продовжувати бюджетну та фінансову політику, яка підтримує стабільність офіційного обмінного курсу та запобігає поширенню офіційного обмінного курсу на ринок.
- Скасування всіх обмежень на торгівлю іноземною валютою – нею можуть займатися приватні особи, підприємства та фінансові установи, без зобов’язання перепродавати іноземну валюту державі.
- Скасування всіх видів експортно - імпортних ліцензій.
- Запровадження низького фіксованого мита на імпорт (20% від вартості).
- Запровадження спеціального податку на надприбутковий (експортний) прибуток вугільної промисловості, що компенсує різке зростання внутрішніх цін на вугілля.
- Скасування контролю над цінами.
- Скасування всіх дотацій з державного бюджету.
- Спрямування від 1/2 до 3/4 економії субсидій на підвищення заробітної плати.
- Ліквідація надмірного оподаткування заробітної плати на підприємствах.
- Скасування всіх пільгових кредитів центрального банку, за винятком будівництва житла.
- Підвищення процентної ставки за кредитами вище рівня інфляції.
- Різке скорочення кредитів для державних інвестицій, особливо для збиткових галузей.
- Початок офіційних переговорів з МВФ та Світовим банком щодо фінансової підтримки економічної програми.
- Повідомлення комерційних банків про необхідність проведення переговорів щодо скорочення боргу відповідно до плану Брейді та прохання про перехідні кредити для забезпечення можливості погашення зобов'язань, що припадають на наступні 12 місяців.
- Призупинення всіх платежів комерційним банкам до моменту надання прохідних кредитів.
- Повідомлення Паризького клубу (офіційних кредиторів) і необхідність узгодження нових умов погашення відсотків та основної суми боргу в наступні три роки.
- Попит на списання боргу в країнах РЕВ.

### Реалізація програми: 1-3 місяці
- Створення системи реприватизації малих підприємств (наприклад, магазинів, ресторанів).
- Початок роботи Антимонопольної комісії та Комісії з питань добросовісної конкуренції.
- Запровадження низьких і фіксованих (непрогресивних) податків для населення та бізнесу.
- Презентація акта про скасування обмежень на іноземні інвестиції.
- Початок участі робітничих самоврядувань в управлінні фінансами великих державних підприємств.
- Встановивши, що екстрені кредити можуть надаватися підприємствам лише для забезпечення виплати заробітної плати. Підприємствам, які отримують цю субсидію, буде призупинено надання інвестиційних кредитів.
- Підтримання високої реальної вартості кредиту для підтримки стабільності цін і обмінного курсу.
- Створення ринку короткострокових кредитів, що надаються компаніями одна одній.
- Підписання протоколу про наміри з МВФ щодо трирічної розширеної угоди.
- Підписання зі Світовим банком програми позики на структурну перебудову.
- Відкриття офісів місцевих представництв МВФ та Світового банку.

### Реалізація програми: 3-12 місяців
- Початок законодавчої роботи щодо податкової реформи (заміна податку з продажу податком на додану вартість і створення низького податку на прибуток).
- Згода на створення нових приватних банків.
- Зміцнити систему збору податків і звернутися за технічною допомогою до МВФ і Світового банку для вдосконалення податкової системи.
- Створення банківського нагляду для формування та контролю за дотриманням нормативних актів щодо діяльності банків.
- Запровадження законодавства для сприяння та підтримки приватизації, створення акціонерних товариств та спільних підприємств.
- Підписання нової угоди з Паризьким клубом .
- Отримання нових кредитів від окремих країн (зокрема кредитів, що доповнюють кредити МВФ і Світового банку від Японії).
- Переговори з Європейським співтовариством щодо доступу до західноєвропейських ринків.

### Реалізація програми: другий рік і наступні роки
- Створення фондової біржі.
- Створення додаткових елементів внутрішнього ринку капіталу (наприклад, міжбанківські кредити, ринок короткострокових кредитів).
- Укладення остаточної угоди про списання боргу (як частини Плану Брейді) з комерційними банками.
- Запровадження програми приватизації.
- Розподіл державних підприємств Антимонопольною комісією.
- Ліквідація збиткових державних підприємств.